# ウィリアム・ピゲニット
ウィリアム・ピゲニット（William Charles Piguenit、1836年8月27日 - 1914年7月17日）はオーストラリアの風景画家である。 

## 略歴
タスマニア州の州都、ホバートで生まれた。父親はタスマニアの流刑地、ヴァン・ディーメンズ・ランドに送られた経歴の人物で、1833年にホバートで結婚した。母親はホバートで女子のための学校を開いて、フランス語と音楽、絵画を教えた人物で、母親から影響されてピゲニットは芸術に対する関心をもった。
1850年にタスマニア測量調査局の製図工になり、タスマニアの地理調査で働き、地形図の版画制作などで働いた。スコットランドから移住してきた画家のダネット(Frank C. Dunnett:1822-1891)から絵を学んだ。
画家として成功するのに時間がかかり、タスマニア州首相のアグニュー卿に絵が買い上げられ、役所を辞めて画家に専念することができたのは1872年になってからであった。その後すぐにタスマニアの風景画は評論家から好評を得た。タスマニアの西部の調査旅行に参加し、その風景画はタスマニア政府に買い上げられた。
1880年にニューサウスウェールズに渡り、ダーリング川、ネピーアン川、ホークスベリー川、レーンコーブ川などの風景を描いた。ニューサウスウェールズ美術協会の創立メンバーとなった。タスマニア首相、ロバート・ハミルトンの夫人と知り合い、多くの作品がホバートの美術館のために買い上げられた。
代表作の『ダーリング川の洪水』は1895年にニュー・サウス・ウェールズ州立美術館に買い上げられた。1898年と1900年にヨーロッパに旅し、ロンドンとパリで作品を展示した。オーストラリアに戻り、1901年にその年の最も優れたオーストラリアの風景画に贈られるウィン賞(Wynne Prize)を受賞した。1903年にニュー・サウス・ウェールズ州立美術館の依頼でコジオスコ山を描いた。
1914年にシドニーで死去した。

## 作品

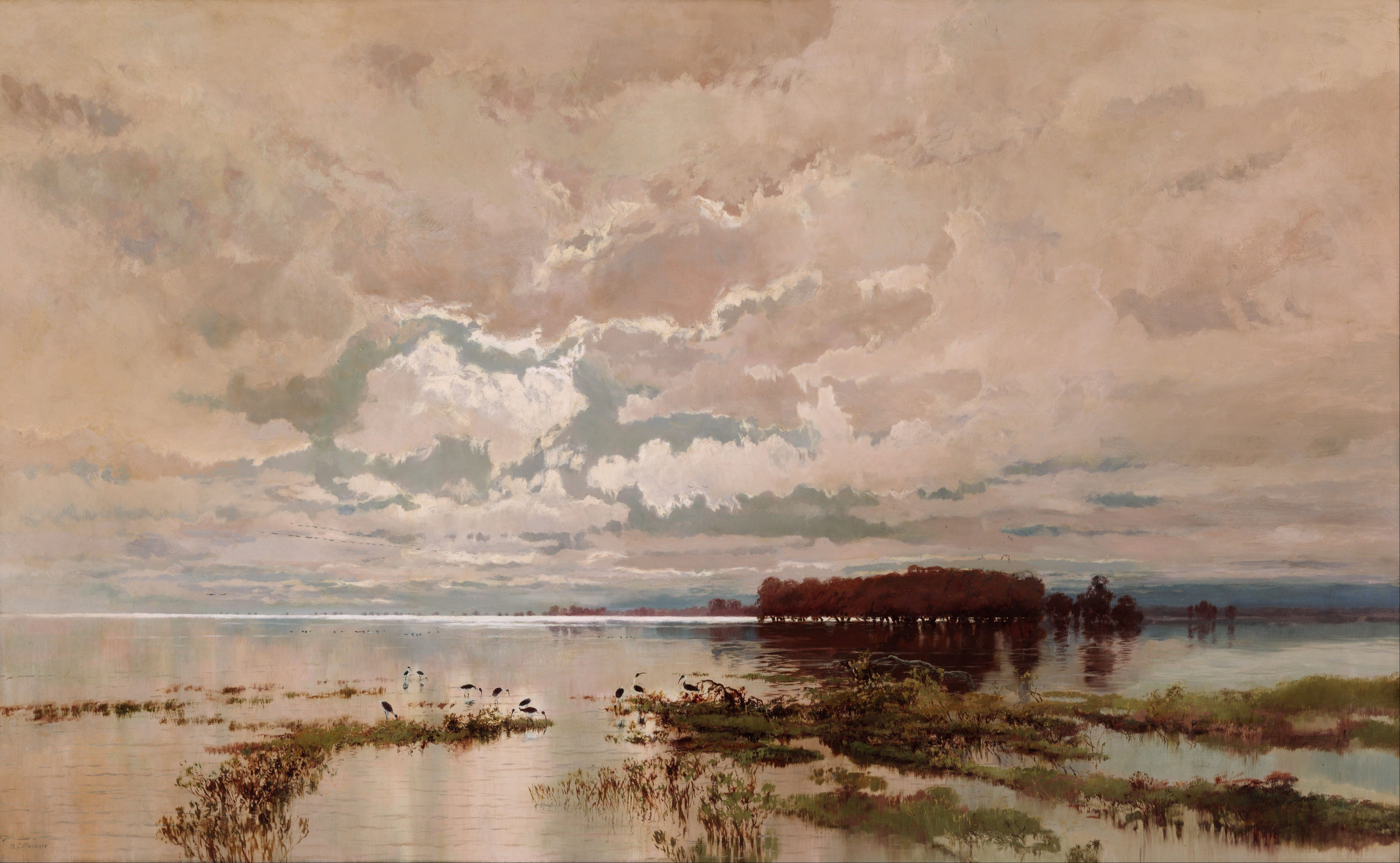
『ダーリング川の洪水』(1895)
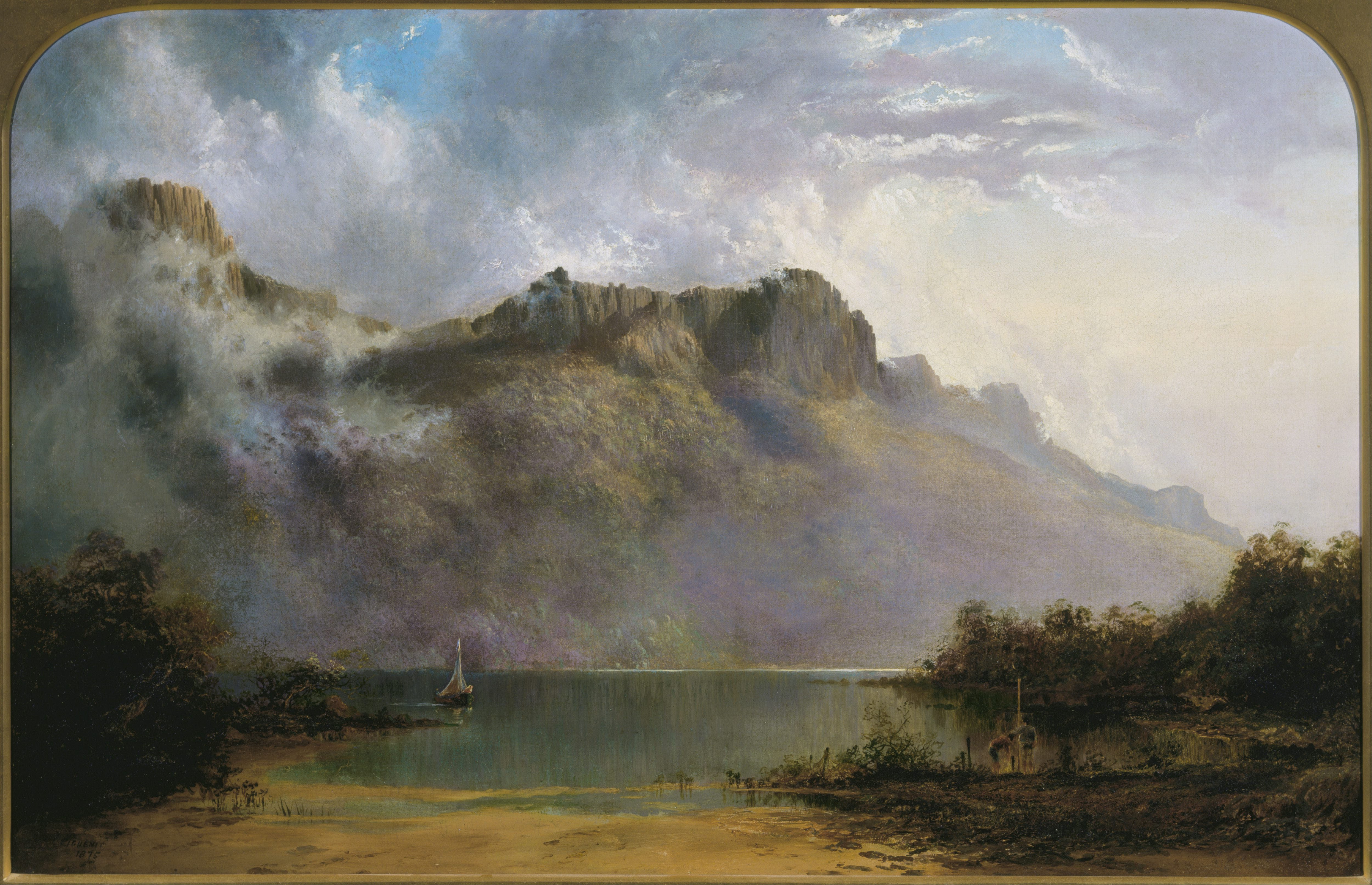
Mount Olympus, Lake St Clair, Tasmania(1875)
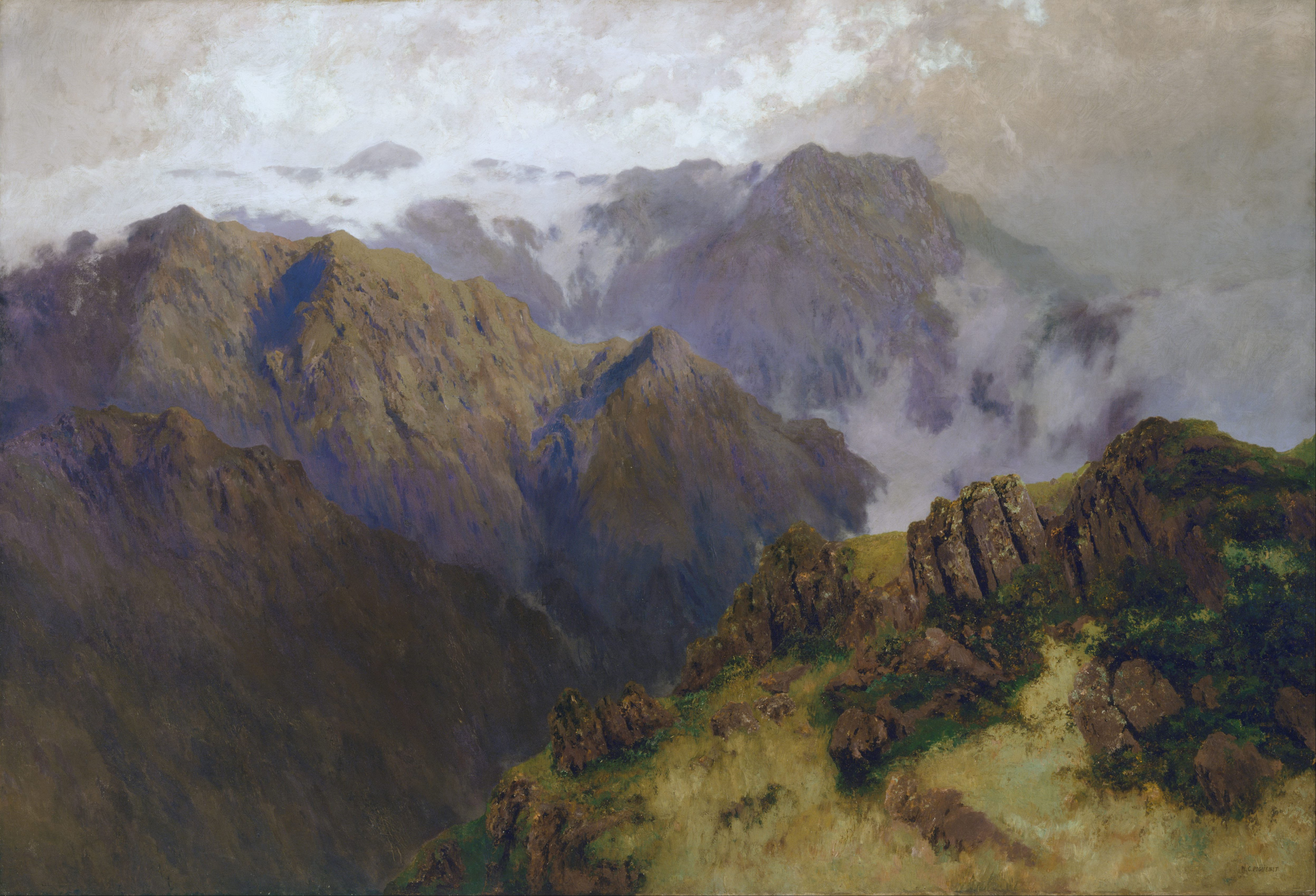
コジオスコ (1903)